# Stenolemus lanipes
Stenolemus lanipes är en insektsart som beskrevs av Peter Wolfgang Wygodzinsky 1949. Stenolemus lanipes ingår i släktet Stenolemus och familjen rovskinnbaggar. Inga underarter finns listade i Catalogue of Life.